# Universo (canción)
«Universo» es una canción del cantante español Blas Cantó. La canción iba a representar a España en el Festival de la Canción de Eurovisión 2020 en Róterdam, Países Bajos. Fue escrita por Cantó, Dan Hammond, Ashley Hicklin, Dangelo Ortega y Mikolaj Trybulec, y producida por Hammond y Trybulec; este último también coautor y productor de la canción de República Checa en Eurovisión 2019, «Friend of a Friend». El certamen fue cancelado debido a la pandemia de COVID-19.

## Festival de la Canción de Eurovisión

### Selección nacional
Blas Cantó fue elegido internamente por TVE el 5 de octubre de 2019 para representar a España en Eurovisión 2020. La canción se presentó el 30 de enero de 2020 también a través de TVE.

### Final
El Festival de la Canción de Eurovisión 2020 estaba programado para realizarse en la arena Ahoy Rotterdam en Róterdam, con dos semifinales los días 12 y 14 de mayo, y la final el 16 de mayo de 2020. Según el reglamento de Eurovisión, España pasaba directamente a la final por pertenecer al «Big Five». Sin embargo, el 18 de marzo, la Unión Europea de Radiodifusión (UER) anunció la cancelación del evento debido a la pandemia mundial de 2020 de COVID-19. El mismo día, TVE y Blas Cantó confirmaron la participación del cantante en Eurovisión 2021.

## Videoclip
El vídeo oficial de la canción, dirigido por Cristian Velasco, fue grabado en Tenerife y Lanzarote (Canarias). Fue lanzado el 30 de enero de 2020.

## Lista de canciones
| Digital download |            |          |  |
| N.º              | Título     | Duración |  |
| 1.               | «Universo» | 3:02     |  |